# Distichlis spicata
Distichlis spicata är en gräsart som först beskrevs av Carl von Linné, och fick sitt nu gällande namn av Edward Lee Greene. Distichlis spicata ingår i släktet Distichlis och familjen gräs. Inga underarter finns listade i Catalogue of Life.

## Bildgalleri

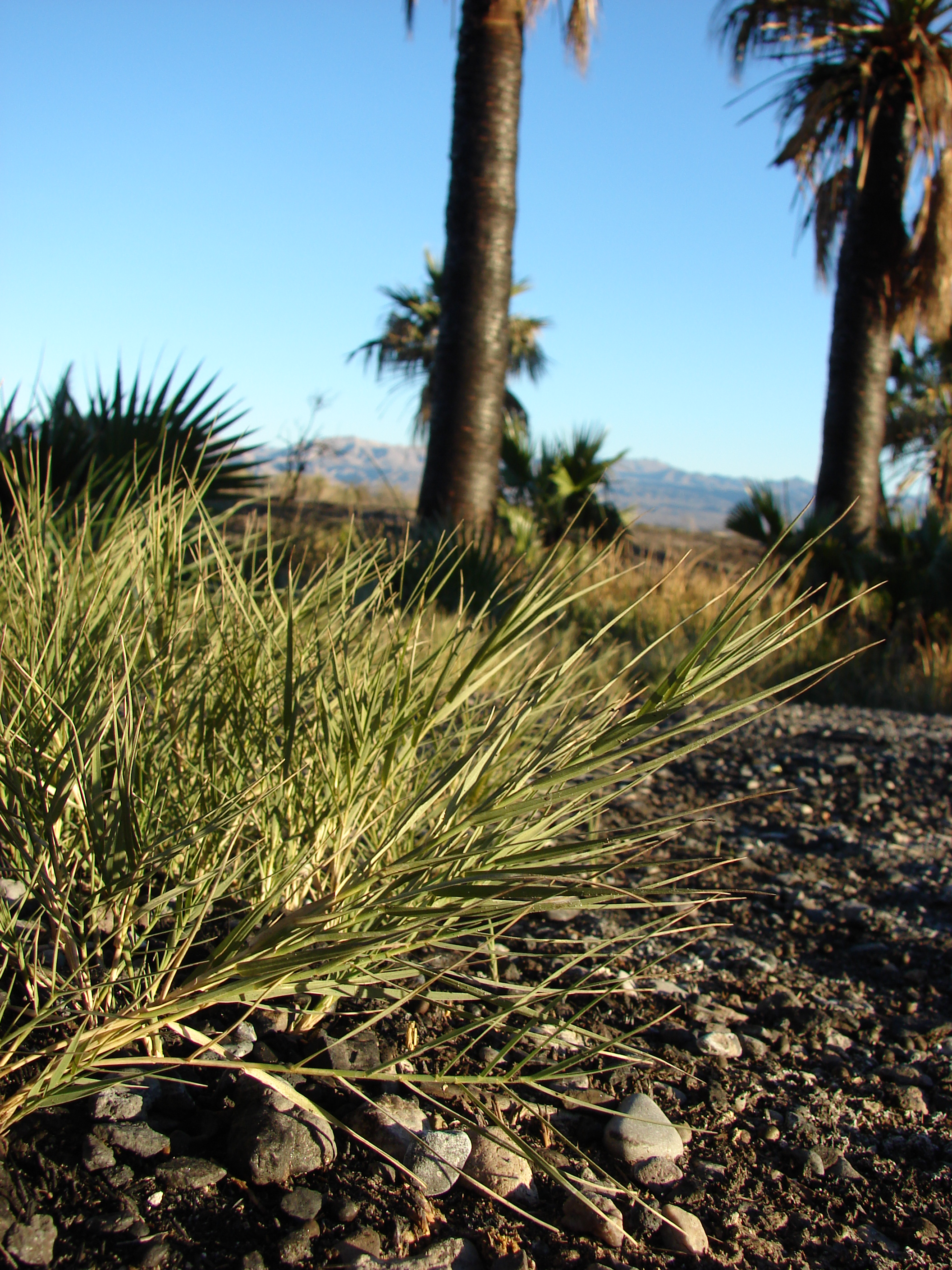
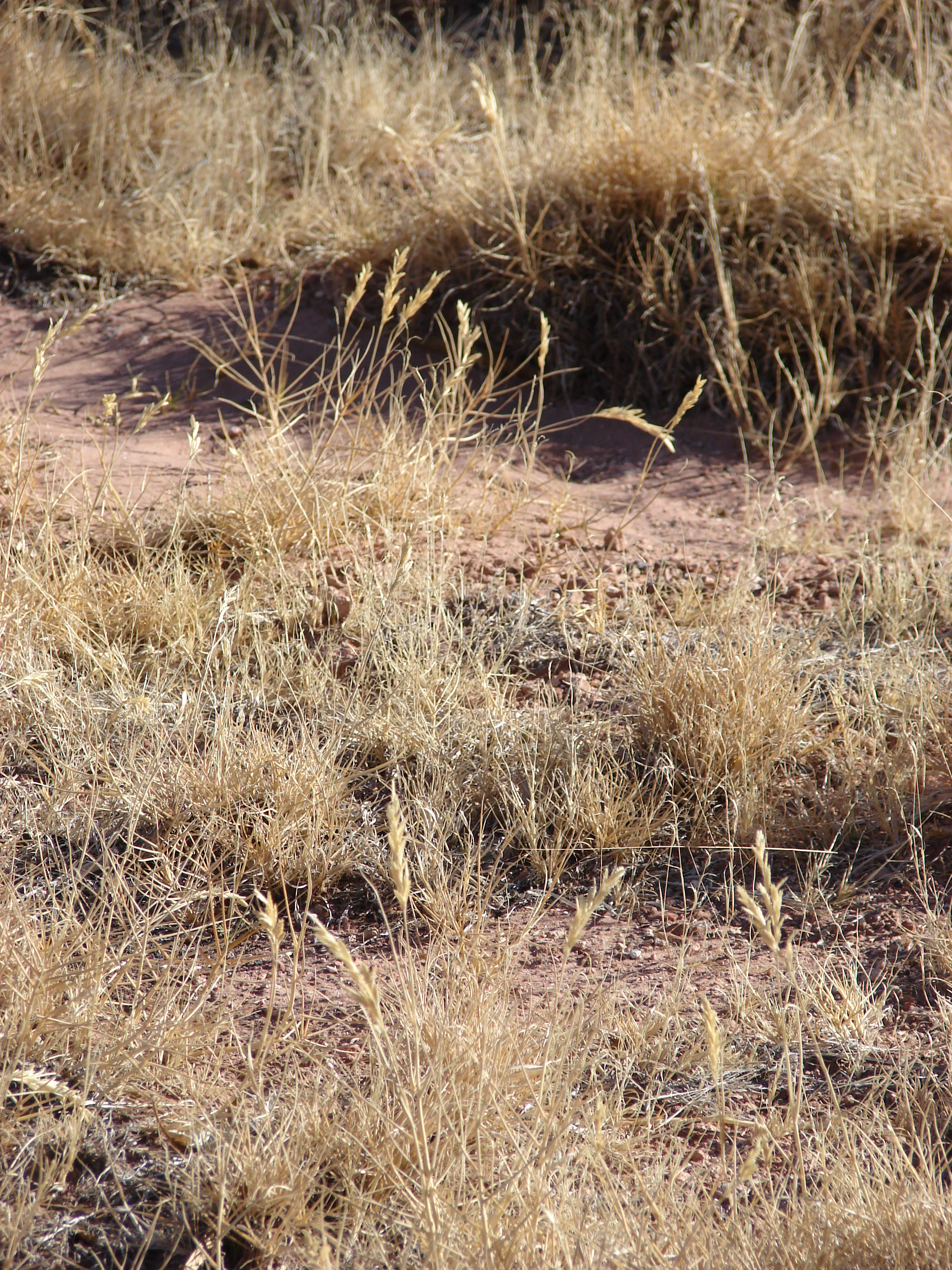
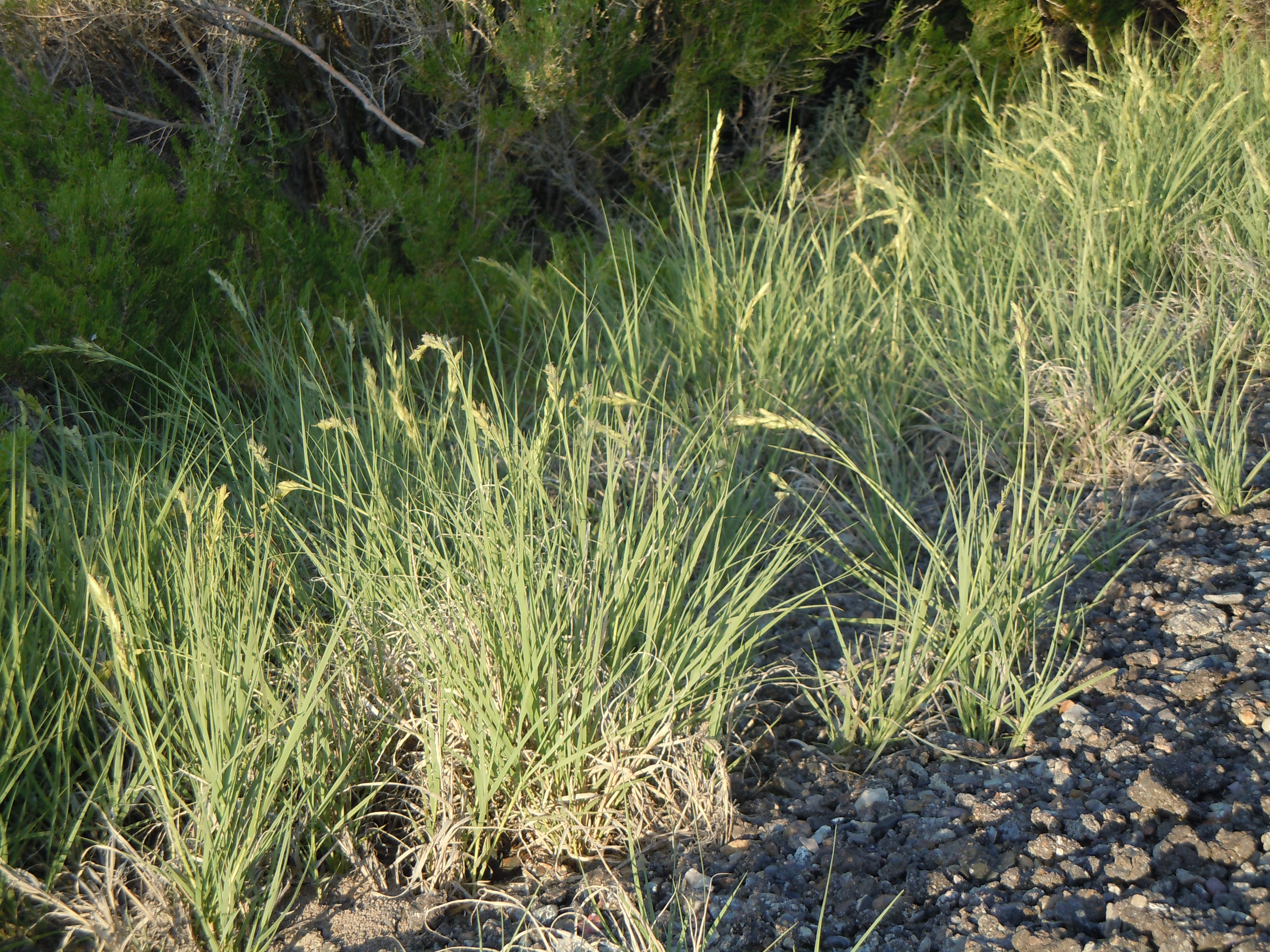
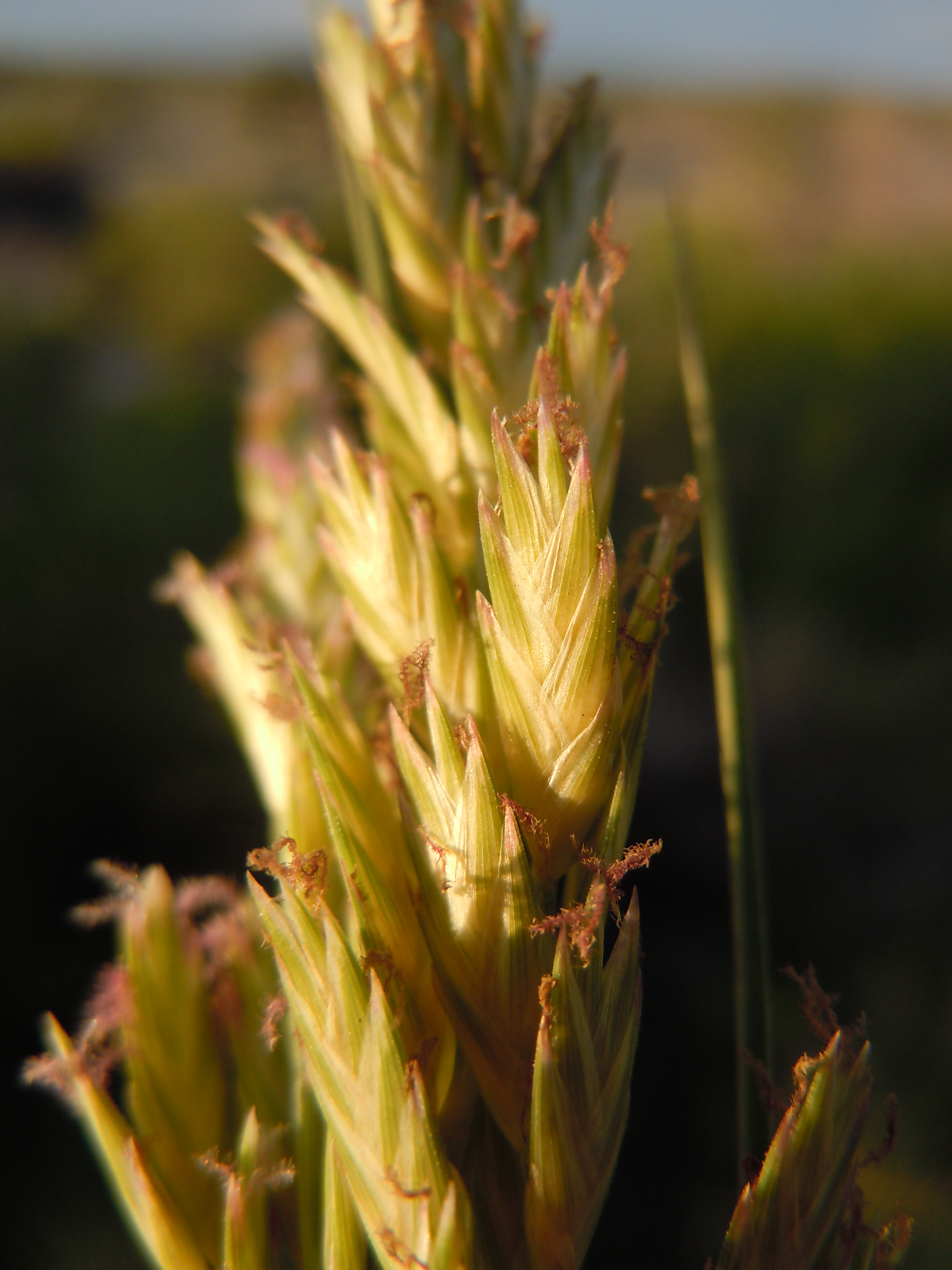